# Хипот
Хипот (грч. Ἱππότης) је у грчкој митологији било име више личности.

## Митологија
- Хипот је био Мимантов син, који је са Меланипом имао сина Еола, владара ветрова.[1]

- Аполодор га је помињао као сина Фила и Јолајеве кћерке, једног од потомака Херакла. Када су се Хераклиди, приликом инвазије на Пелопонез улогорили крај Наупакта, Хипот је убио пророка Карна и то у тренутку када је армија Хераклида пролазила кроз тешке патње. По савету пророчишта је Хипот протеран за наредних десет година. Према Диодору, ово је изгледа исти Хипот који је основао Книд у Карији.[2] Имао је сина Алета коме је дао име које значи луталица, јер је и сам то био када је протеран због убиства.[3]

- Креонтов син и Глаукин брат, којом је Јасон требало да се ожени. Међутим, Медеја је осујетила венчање, проузрукујући смрт кћерке и оца, због чега ју је Хипот оптужио.[4]

- Отац Амастра, једног од Енејиних војника у Италији.[4]

- Отац Егесте, девојке из Троје, који је, попут других угледних Тројанаца, имао обавезу да своје дете жртвује морском чудовишту због светогрђа које је направио његов краљ Лаомедонт. Уместо тога, Хипот је своју кћерку послао ван града; предао ју је трговцима са налогом да је одведу на Сицилију. Име овог јунака се разликује у различитим изворима и помиње се као Хипострат и Фенодамант.[3]